# بوتانوكو
بوتانوكو هي بلدية تقع في مقاطعة بيرغامو في إقليم لومبارديا الايطالية، تبعد حوالي 35 كيلو متر شمال شرق ميلانو وتبعد حوالي 14 كيلو متر جنوب غرب بيرغامو. اعتبارًا من 31ديسمبر 2004، كان عدد سكانها 4874 وبمساحه 5.7 كيلو متر مربع (2,2متر مربع )
تحتوي بلدية بوتانوكو فراتسيوني (تقسيم فرعي) سيرو.
بلدية بوتانوكو تقع على حدود البلديات التالية: Capriate San Gervasio، تشيغنولو ديسولا، كورنيت دي أدا، فيلاجو، مادوني، Suisio، تريزو سولاده.